# Tour du Guangxi féminin 2024
La 5e édition du Tour du Guangxi féminin a eu lieu le 20 octobre 2024. La course fait partie de l'UCI World Tour féminin. Elle est remportée par l'Espagnole Sandra Alonso.

## Parcours
Cinq tours longs de 27,2 km sont effectués. Ils incluent la montée de la montagne Qingxiu avec 1,4 km à 11%.

### Équipes
| Unknown team category |
|                       |

## Récit de la course
Il fait trente degrés. À l'entame du troisième tour, Idoia Eraso part seule. Elle passe en tête du prix de la montagne. Dans cette ascension, un groupe de chasse se forme avec : Tiril Jørgensen, Silvia Zanardi, Laura Tomasi, Elena Pirrone, Kathrin Schweinberger, Anne Knijnenburg, Karolina Kumięga et Hanna Tserakh. Le tour suivant, Eraso est reprise par le groupe de poursuite dans la montée. Derrière, l'attaque de Barbara Malcotti provoque l'éparpillement du peloton. Après que ces différents groupes ont fusionné, Giada Borghesi  passe à l'offensive à trente-cinq kilomètres du but et est accompagnée par Sandra Alonso. Dans la dernière ascension, Alonso semble à ses limites mais attaque dans les cent derniers mètres. Borghesi est néanmoins vigilante. Après avoir joué avec leurs nerfs, le duo se départage au sprint. Alonso lance aux deux cents mètres et s'impose. Marta Lach gagne le sprint des poursuivantes.

## Classements

### Classement final
| \| Classement général \| Classement général \| Classement général \| Classement général \| Classement général \| \| Coureuse \| Coureuse \| Pays \| Équipe \| Temps \| \| ------------------ \| --------------------- \| ------------------ \| ------------------------------- \| ------------------ \| \| 1re \| Sandra Alonso \| Espagne \| Ceratizit-WNT Pro Cycling \| 3 h 39 min 02 s \| \| 2e \| Giada Borghesi \| Italie \| Human Powered Health \| + 0 s \| \| 3e \| Marta Lach \| Pologne \| Ceratizit-WNT Pro Cycling \| + 2 min 47 s \| \| 4e \| Kathrin Schweinberger \| Autriche \| Ceratizit-WNT Pro Cycling \| + 2 min 47 s \| \| 5e \| Tamara Dronova \| Russie \| Roland \| + 2 min 47 s \| \| 6e \| Silvia Zanardi \| Italie \| Human Powered Health \| + 2 min 47 s \| \| 7e \| Anne Knijnenburg \| Pays-Bas \| VolkerWessels \| + 2 min 47 s \| \| 8e \| Sophie Marr \| Australie \| Ara-Skip Capital \| + 2 min 47 s \| \| 9e \| Nadia Quagliotto \| Italie \| Laboral Kutxa-Fundación Euskadi \| + 2 min 47 s \| \| 10e \| Eleonora Gasparrini \| Italie \| UAE Team ADQ \| + 2 min 47 s \| |                       |           |                                 |                 |
| |                       |           |                                 |                 |
| Source : ProCyclingStats |                       |           |                                 |                 |
| Classement général |                       |           |                                 |                 |
| Coureuse | Coureuse              | Pays      | Équipe                          | Temps           |
| 1re | Sandra Alonso         | Espagne   | Ceratizit-WNT Pro Cycling       | 3 h 39 min 02 s |
| 2e | Giada Borghesi        | Italie    | Human Powered Health            | + 0 s           |
| 3e | Marta Lach            | Pologne   | Ceratizit-WNT Pro Cycling       | + 2 min 47 s    |
| 4e | Kathrin Schweinberger | Autriche  | Ceratizit-WNT Pro Cycling       | + 2 min 47 s    |
| 5e | Tamara Dronova        | Russie    | Roland                          | + 2 min 47 s    |
| 6e | Silvia Zanardi        | Italie    | Human Powered Health            | + 2 min 47 s    |
| 7e | Anne Knijnenburg      | Pays-Bas  | VolkerWessels                   | + 2 min 47 s    |
| 8e | Sophie Marr           | Australie | Ara-Skip Capital                | + 2 min 47 s    |
| 9e | Nadia Quagliotto      | Italie    | Laboral Kutxa-Fundación Euskadi | + 2 min 47 s    |
| 10e | Eleonora Gasparrini   | Italie    | UAE Team ADQ                    | + 2 min 47 s    |

### UCI World Tour

#### Points attribués
| Position           | 1er | 2e  | 3e  | 4e  | 5e  | 6e  | 7e  | 8e  | 9e | 10e | 11e | 12e | 13e | 14e | 15e | 16e à 20e | 21e à 30e | 31e à 40e |
| Classement général | 400 | 320 | 260 | 220 | 180 | 140 | 120 | 100 | 80 | 68  | 56  | 48  | 40  | 32  | 28  | 24        | 16        | 8         |

| Classement par points | Classement par points | Classement par points | Classement par points | Classement par points |
| Coureuse              | Coureuse              | Pays                  | Équipe                | Points                |
| --------------------- | --------------------- | --------------------- | --------------------- | --------------------- |

| Classement par points | Classement par points | Classement par points | Classement par points | Classement par points |
| Coureuse              | Coureuse              | Pays                  | Équipe                | Points                |
| --------------------- | --------------------- | --------------------- | --------------------- | --------------------- |

| Classement du meilleur jeune | Classement du meilleur jeune | Classement du meilleur jeune | Classement du meilleur jeune | Classement du meilleur jeune |
| Coureuse                     | Coureuse                     | Pays                         | Équipe                       | Points                       |
| ---------------------------- | ---------------------------- | ---------------------------- | ---------------------------- | ---------------------------- |

| Classement du meilleur jeune | Classement du meilleur jeune | Classement du meilleur jeune | Classement du meilleur jeune | Classement du meilleur jeune |
| Coureuse                     | Coureuse                     | Pays                         | Équipe                       | Points                       |
| ---------------------------- | ---------------------------- | ---------------------------- | ---------------------------- | ---------------------------- |

| Classement par équipes aux points | Classement par équipes aux points | Classement par équipes aux points | Classement par équipes aux points |
| Équipe                            | Équipe                            | Pays                              | Points                            |
| --------------------------------- | --------------------------------- | --------------------------------- | --------------------------------- |

| Classement par équipes aux points | Classement par équipes aux points | Classement par équipes aux points | Classement par équipes aux points |
| Équipe                            | Équipe                            | Pays                              | Points                            |
| --------------------------------- | --------------------------------- | --------------------------------- | --------------------------------- |

## Liste des participantes
| Légende | Légende                                                                    | Légende | Légende                                                    |
| ------- | -------------------------------------------------------------------------- | ------- | ---------------------------------------------------------- |
| Num     | Dossard de départ porté par le coureur sur ce Tour du Guangxi              | Pos     | Position à l'arrivée de la course                          |
|         | Indique un maillot de champion national ou mondial, suivi de sa spécialité | NP      | Indique un coureur qui n'a pas pris le départ de la course |
| AB      | Indique un coureur qui n'a pas terminé la course                           | HD      | Indique un coureur qui a terminé la course hors des délais |